# Aynallu
Die Aynallū (auch Īnallū, Īnalū oder Īmanlū) sind eine kleine türkische Ethnie von etwa 7000 Menschen im Iran. Sie siedeln hauptsächlich im östlichen Zagrosgebirge in der Provinz Fars. Daneben leben sie auch in den Provinzen Markazi, Ardebil und Zandschan.

## Geschichte
Die Aynallu sind ein Stamm der Oghusen und stammen vom Halbbruder des Seldschukenherrschers Tughrul Beg Ibrahim Inal ab. Minorsky glaubt, dass der Stammesname von den Titeln īnāl oder yenāl abgeleitet ist. Sie gehörten der nomadischen Stammesföderation der schiitischen Schahsevan an. In dieser Föderation sollen die Aynallu ihren Namen angenommen haben, der „jene, die glauben“ (türkisch Īmanlū für „die Gläubigen“) bedeutet.
Teile der Aynallu siedelten auch im südöstlichen Anatolien und in Aserbaidschan. Später wurden sie ein führender Stamm in der Afschar-Föderation. Im 19. Jahrhundert (1861/62) schlossen sich die Aynallu einer weiteren nomadischen Stammesföderation an, die sich Khamseh nannte.
Ihre Zahl wurde vor dem Ersten Weltkrieg auf 4000–5000 Familien geschätzt.